# Tea Party (dal)
A Tea Party egy dal Kerli Kõiv észt énekesnőtől. Az Almost Alice című albumon kapott helyet a felvétel, mely az Alice Csodaországban című film lemeze. A felvétel rendkívül sikeres volt, a Billboard 200 ötödik helyezésén debütált.
Habár a dalt nem adta ki az énekesnő, mint kislemezt, ennek ellenére egy hat remixet és az eredeti számot tartalmazó lemez jelent meg 2010. június 15-én.
A számhoz készült videót Justin Harder rendezte, és 2010. március 10-én jelent meg az énekesnő VEVO csatornáján.

## Videóklip
A videót Justin Harder rendezte, és 2010. március 10-én jelent meg. A kisfilmben Kerlit egy tékozló teapartin láthatjuk, absztrakt öltözékű vendégek társaságában. Az énekesnő mérget önt a teába, így a vendégek babákká változnak.

## Élő előadások
Kerli a Tea Party-t a Walking on Air és Strange című dalai mellett a Hollywood and Highland Center-ben adta elő.
2010. május 26-án a Fashion Institute of Design & Merchandising nevezetű kiállítást nyitotta meg a felvétellel.

## Számlista és formátumok
Digitális maxi kislemez
1. Tea Party – 3:28
2. Tea Party (Jason Nevins Radio Remix) – 3:12
3. Tea Party (Jason Nevins Extended Remix) – 5:55
4. Tea Party (Jason Nevins Extended Instrumental) – 5:55
5. Tea Party (Chew Espresso Fix) – 3:49
6. Tea Party (Chew Espresso Fix Extended) – 5:55
7. Tea Party (Chew Espresso Fix Extended Instrumental) – 5:55

## Fordítás
Ez a szócikk részben vagy egészben  a   Tea Party (song) című angol Wikipédia-szócikk fordításán alapul.  Az eredeti cikk szerkesztőit annak laptörténete sorolja fel. Ez a jelzés csupán a megfogalmazás eredetét és a szerzői jogokat jelzi, nem szolgál a cikkben szereplő információk forrásmegjelöléseként.